# Batalla de Turaida
La batalla de Turaida o Treiden (también conocida como la batalla de Aa )  se libró el 1 de junio de 1298 a las orillas del río Gauja (alemán: Livländische Aa) cerca del Castillo de Turaida (Treiden). La Orden Livonia fue derrotada decisivamente por los habitantes de Riga aliados con el Gran Ducado de Lituania bajo el mando de Vytenis.
En 1296 estalló una guerra civil en Terra Mariana entre los burgueses de Riga y la Orden de Livonia. Johannes III von Schwerin, arzobispo de Riga, intentó sin éxito mediar en la disputa. A medida que el conflicto crecía, Johannes III se unió a la causa de los habitantes de Riga, pero fue derrotado y hecho prisionero. En marzo de 1298, Riga concluyó una alianza con el Gran Ducado pagano de Lituania, que estaba siendo objeto de una cruzada católica por parte de los Caballeros Teutónicos y la Orden Livonia.
Los lituanos, al mando del gran duque Vytenis, invadieron Livonia y sitiaron Karkhus (Karksi). Una vez caído el castillo, los lituanos saquearon, masacraron e hicieron muchos prisioneros. Las fuerzas defensivas livonias se enfrentaron a los lituanos en el río Gauja. Al principio parecía que los caballeros estaban ganando la batalla, pero Vytenis contraatacó enérgicamente con refuerzos del arzobispo y les infligió una derrota decisiva.  El gran maestre livonio Bruno y el komtur de Fellin murieron. Según diferentes fuentes, en la batalla murieron entre 60 y 20-22 nobles caballeros. Si efectivamente fueron 60, entonces esta batalla tendría unas cifras de bajas comparables a las de la batalla de Saule. Si murieron unos 20 caballeros, seguiría siendo una de las 10 mayores derrotas sufridas por las fuerzas teutonas y livonias en el siglo XIII.
El 28 de junio, la Orden Livonia recibió refuerzos de los Caballeros Teutónicos y derrotó a los habitantes de Riga y a los lituanos cerca de Neuermühlen. Según cifras infladas comunicadas por Peter von Dusburg, murieron unos 4000 habitantes de Riga y lituanos en Neuermühlen. Los caballeros procedieron a asediar y capturar Riga. Después de que Eric VI de Dinamarca amenazara con invadir Livonia para ayudar al arzobispo Johannes III, se llegó a una tregua y el papa Bonifacio VII se ofreció como mediador. Sin embargo, el conflicto no se resolvió y la alianza entre Lituania y Riga continuó durante otros quince años.